# Игишу Веки (Сибињ)
Игишу Веки (рум. Ighișu Vechi) насеље је у Румунији у округу Сибињ у општини Баргиш. Oпштина се налази на надморској висини од 450 m.

## Историја
Према државном шематизму православног клира Угарске 1846. године у месту "Олах Иванфалва" живело је 144 породица, уз придодатих 29 из филијале Сас Залатне. Православни парох је био тада поп Еремија Поповић, са капеланом Николом Борзом.

## Становништво
Према подацима из 2002. године у насељу је живело 292 становника.

### Попис2002.
| Расподела становништва по националности 2002.‍ | Расподела становништва по националности 2002.‍ | Расподела становништва по националности 2002.‍ | Расподела становништва по националности 2002.‍ | Расподела становништва по националности 2002.‍ |
| --------------------------------------------- | --------------------------------------------- | --------------------------------------------- | --------------------------------------------- | --------------------------------------------- |
|                                               |                                               |                                               |                                               |                                               |
| Румуни                                        | Румуни                                        |                                               | 275                                           | 95,5%                                         |
| Роми                                          | Роми                                          |                                               | 13                                            | 4,5%                                          |